# 栗林白岳
栗林 白岳（くりばやし はくがく、1928年1月18日 - 2019年）は、日本の軍人、獣医、博物館館長。

## 概要
長野県出身、14歳より満蒙開拓青少年義勇軍として満州に渡り、日本の敗戦後はシベリア抑留される。
帰国後は妻子がいて中古車販売を行っていたが失敗して家族を残して失踪。兵庫県で飲食店を始めて成功して再び家族と暮らすようになっていたが、事業を拡大し過ぎて借金を返せなくなり二度目の失踪。
栃木県那須町で私財で戦争博物館を開館。博物館では旧日本軍の武器や軍服などを約15,000点展示。栗林白岳の死後は親交のあった新潟県新潟市の本里福治が代表理事となり一般社団法人戦争博物館とされて運営されている。8月15日の靖国神社では軍服を着て参拝していた。
2016年には安原伸によって栗林白岳の生涯を追う映画「昭和九十年」が製作される。

## 出演
- 別冊アサ秘ジャーナル（2010年8月30日）[6]
- 別冊アサ秘ジャーナル（2012年12月24日）[6]